# Wulkow
Wulkow là một đô thị thuộc huyện Jerichower Land, bang Sachsen-Anhalt, Đức. Đô thị Wulkow có diện tích 33,48 km², dân số thời điểm ngày 31 tháng 12 năm 2006 là 402 người.